# Falsa Cruz

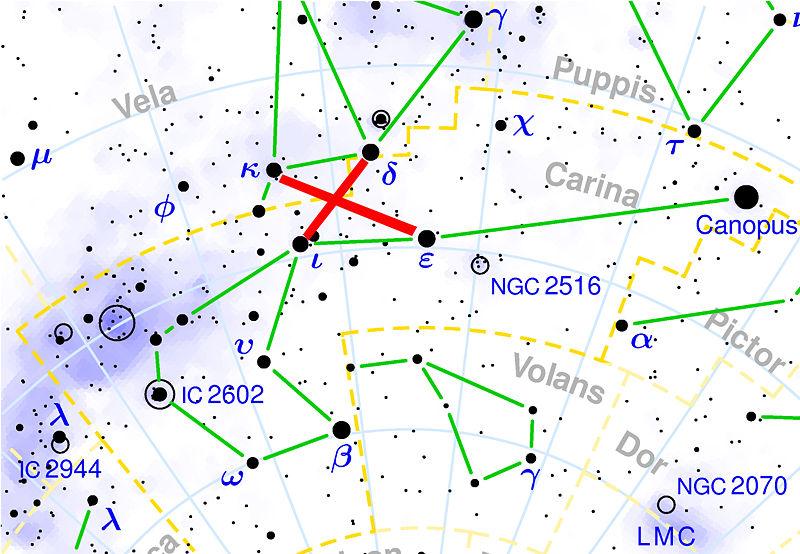
Falsa Cruz assinalada a vermelho no mapa do hemisfério celeste sul

A Falsa Cruz é um asterismo do hemisfério celeste sul. É formada por duas estrelas da constelação de Vela — Delta Velorum e Kappa Velorum — e duas estrelas da constelação de Carina — Epsilon Carinae e Iota Carinae. Recebe esse nome por ser semelhante ao Cruzeiro do Sul, mas as estrelas que constituem a Falsa Cruz são menos brilhantes.

## Objetos notáveis
O braço desse asterismo permite localizar com facilidade o aglomerado aberto Omicron Velorum, que à vista desarmada aparenta ser uma estrela. Nas proximidades de Kappa Velorum encontra-se outro aglomerado aberto: NGC 2925.
O prolongamento do braço da Falsa Cruz na direção sudeste permite localizar a estrela Theta Carinae, próximo da qual encontra-se o aglomerado aberto IC 2602, conhecido como Diamantes Celestes.